# Далер Гёрца

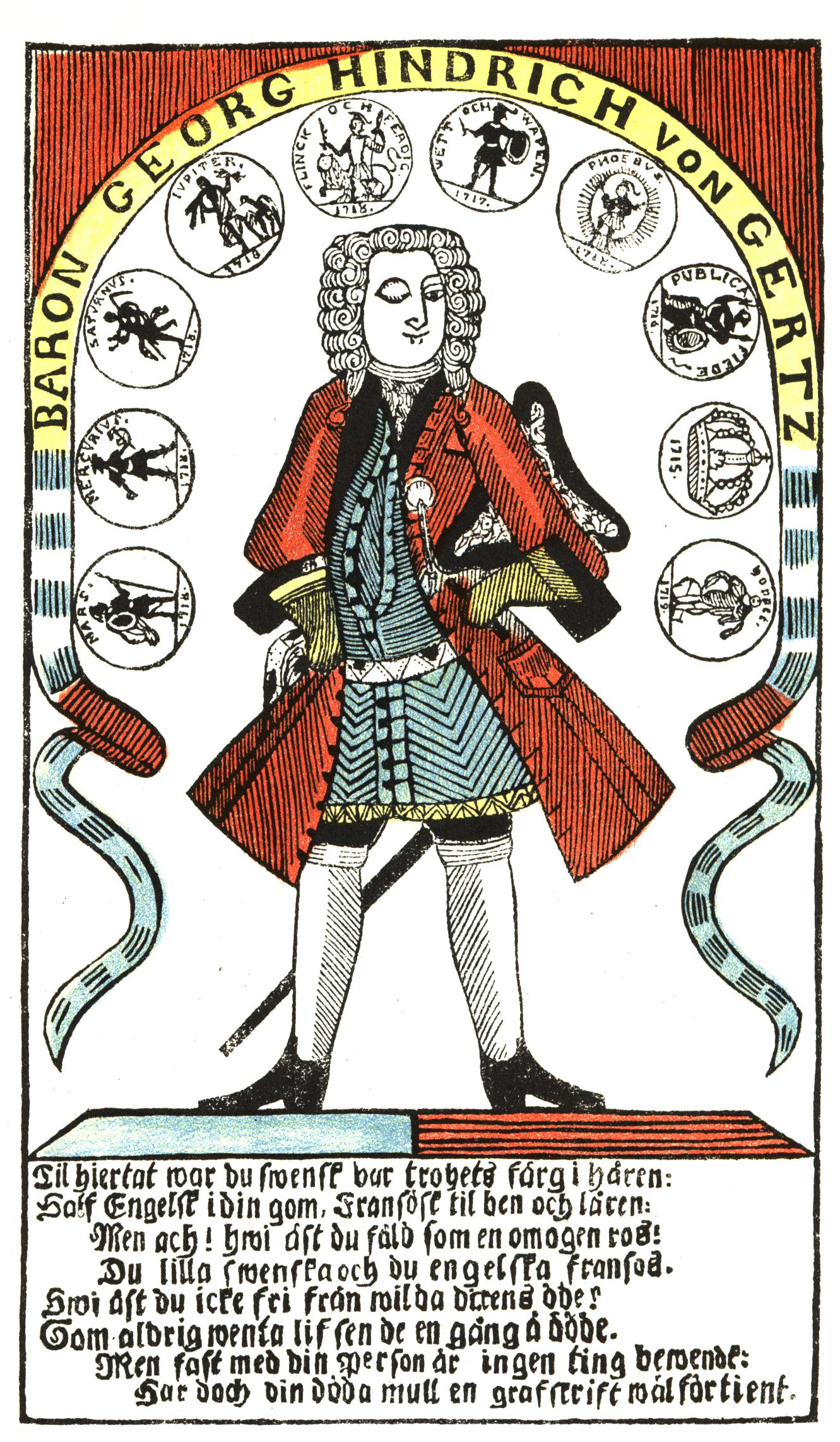
Памфлет на барона Гёрца. Полукругом над ним изображены все 10 типов далеров, получивших собирательное название далеров Гёрца

Да́лер Гёрца — серия шведских монет 1715—1719 годов. Чеканка денег с номинальной стоимостью, значительно превышающей цену содержащегося в них металла, была осуществлена для покрытия военных расходов Карла XII во время Северной войны. Их выпуск привёл к расстройству финансовой системы государства. Своё название получили по имени барона фон Гёрца, с которым народ связывал появление в большом количестве необеспеченных денег. Вскоре после смерти Карла XII чиновника казнили. Сами монеты в 1719—1724 годах обесценились практически в 100 раз и затем были выведены из оборота.

## Предпосылки появления
В начале XVII столетия в Швеции обнаружили богатейшие залежи меди. Об их размерах свидетельствует то, что страна стала основным мировым экспортёром данного металла. Первые медные монеты отчеканили в 1624 году. Их номинальная стоимость должна была соответствовать цене металла. Государство стало единственным в Европе, чья денежная система была основана на медно-серебряном биметаллизме. Проблема, вызвавшая усложнение торговых взаимоотношений, заключалась в непостоянном соотношении цены серебра и меди. В 1633 году государство официально понизило курс меди к серебру вдвое. Таким образом медная монета номиналом в 1 эре стала соответствовать ½ серебряных эре. В 1643 году курс был снижен ещё на 20 %, а в 1665 году ещё на 1⁄6. В результате сформировались две параллельные системы денежного обращения — серебряная и медная. Соотношение серебряного далера (daler silvermynt, d. s. m.) и медного (daler kopparmynt, d. k. m.) после 1665 года составляло 1 к 3.
В 1700 году Швеция вступила в затяжную Северную войну, которая закончилась её поражением в 1721 году. Карл XII, вернувшийся на родину в 1714 году после длительного отсутствия, нуждался в деньгах для продолжения военных действий. Барон фон Гёрц вошёл в доверие к королю и стал вначале министром финансов, а затем и первым министром королевства.

## Выпуск и его последствия для экономики Швеции
В 1715 году выпущены первые медные монеты с указанием номинальной стоимости «I DALER S. M.». По своей сути они являлись фиатными деньгами, чья номинальная стоимость превышала внутреннюю (цену металла из которого они были изготовлены) почти в 100 раз. Общее количество данных денежных знаков различные источники оценивают в 20—40 млн экземпляров. Их бесконтрольный выпуск вызвал ряд негативных экономических процессов, приведших к расстройству финансовой системы государства.
При законодательно зафиксированной стоимости монеты в один далер серебром, их рыночный курс стремительно падал. Так, если во второй половине 1716 года «далеры Гёрца» принимали по цене на 4—8 % ниже номинальной, то во второй половине 1718 года за них давали от 20 до 80 % указанной стоимости. Увеличение денежной массы также повлекло за собой инфляцию и резкое подорожание продуктов первой необходимости.
Разорение страны и обнищание народа вызвали всеобщую ненависть к незадачливому министру, который путём бесконтрольного выпуска денег пытался покрыть военные расходы короля. После смерти Карла XII во время осады крепости Фредрикстен в Норвегии, барона фон Гёрца взяли под стражу и вскоре казнили.

## Разновидности далеров Гёрца
Выделяют 10 разновидностей далеров Гёрца. На их реверсе помещено указание номинала «I DALER S. M.», что обозначало «daler silvermynt» — далер серебром.
| Год выпуска | Аверс | Реверс | Описание аверса |
| ----------- | ----- | ------ | --- |
| 1715        |       |        | Корона и указание года выпуска                                                                                           |
| 1716        |       |        | Аллегорическое изображение Швеции в виде сидящей женщины и круговая надпись «PVBLICA FIDE», что обозначает «Народ верен» |
| 1717        |       |        | Воин с мечом и щитом, круговая надпись «WETT OCH WAPEN», что со шведского переводится как «Разум и оружие»               |
| 1718        |       |        | Воин со львом и круговая легенда «FLINK ОСН FÄRDIG», что со шведского переводится как «Быстрый и готовый»                |
| 1718        |       |        | Юпитер |
| 1718        |       |        | Сатурн |
| 1718        |       |        | Феб |
| 1718        |       |        | Марс |
| 1718        |       |        | Меркурий |
| 1719        |       |        | Персонификация Надежды                                                                                                   |

## Выведение из оборота
Декретом от 23 апреля 1719 года вышеприведенные первые 9 разновидностей далеров Гёрца подлежали обмену на монеты 1719 года с персонификацией Надежды, стоимость которой определялась в 2 эре серебром и банкноты, которые подлежали обмену в неопределённом будущем, номиналом в 14 эре. По факту это означало потерю как минимум половины от номинальной стоимости. При курсе на тот момент один серебряный далер — 32 эре, владелец медной монеты номиналом в один далер серебром, при обмене получал 2 эре сразу и 14 в гипотетическом будущем. Данные банкноты влились в денежный оборот, имея меньшую от объявленной рыночную стоимость. В конечном итоге государство выполнило взятые на себя обязательства и вывело их из оборота, заплатив обладателям указанную цену. Размен на новые монеты и банкноты продлился недолго, до июня 1719 года.
После июня 1719 года множество далеров Гёрца всё ещё находились в обороте. Установленный официальный курс в 2 эре серебром всё равно превышал их внутреннюю стоимость. В 1719—1720 годах производили массовую перечеканку этих монет в 1 эре медью (швед. öre kopparmynt), что соответствовало цене содержащегося в них металла. 18 февраля 1724 года, оставшиеся в обороте далеры Гёрца, законодательно объявили равными 1 эре медью, что при курсе 1 эре серебром — 3 эре медью, означало снижение их номинальной стоимости ещё в 6 раз.